# Paradis perdu (film, 2012)
Cet article concerne le film d'Ève Deboise. Pour le film de Abel Gance, voir Paradis perdu.
Pour les articles homonymes, voir Paradis perdu.
Pour plus de détails, voir Fiche technique et Distribution.
Paradis perdu est un film franco-belge réalisé par Ève Deboise et sorti en France le 4 juillet 2012.

## Synopsis
La vie au quotidien d'Hugo, un homme séparé de sa femme Sonia, qui gère son exploitation, aidé d'Hakim, un apprenti immigré, tout en élevant sa fille adolescente Lucie. Mais un jour, son ex-épouse revient, elle-même abandonnée par son compagnon, dans le but de reprendre sa place. Le père, craignant de voir sa fille partir vers sa mère, enferme cette dernière dans un cabanon, à l'écart de leur maison, avant qu'elle puisse lui parler. Jusqu'à ce que le jeune apprenti la découvre par hasard.

## Fiche technique
- Titre : Paradis perdu
- Réalisation : Ève Deboise
- Scénario : Ève Deboise et Nadine Lamari
- Photographie : Pascal Auffray
- Son : Ricardo Castro
- Montage : Lise Beaulieu
- Décors : Brigitte Brassart
- Costumes : Catherine Rigault et Sonia Sivel
- Producteurs : Nathalie Mesuret, Paul Fonteyn, et Bertrand Gore
- Société de production : Blue Monday Productions avec Fontana et France 3 Cinéma
- Pays d'origine :  France |  Belgique
- Langue : français
- Genre : drame
- Durée : 93 minutes
- Dates de sortie : 
  -  France : 4 juillet 2012

## Distribution
- Pauline Étienne : Lucie
- Olivier Rabourdin : Hugo
- Florence Thomassin : Sonia
- Ouassini Embarek : Akim
- Cédric Vieira : Gérard
- Tilla Perez-Houis : Chéryl

## Distinctions
- 2009 : Ève Deboise est lauréate 2009 de l'aide à la production de la Fondation Groupama pour le cinéma[1].